# 真田昌親
真田 昌親（さなだ まさちか）は、安土桃山時代の武将。真田昌幸の四男（末子）で、真田信之・信繁の弟にあたる。通称は内匠（『寛政重修諸家譜』巻第654）。

## 生涯
昌幸の四男で末子。生母は某氏としかなく不明。
信濃内村郷平井村（現在の上田市平井）に居住し、慶長5年（1600年）、関ヶ原の戦いのときには兄の信之に従い、東軍（徳川方）についた。寛永8年（1632年）に死去。享年49。子の信親は本藩から内分分知され旗本となり、2000石を知行した。